# Heavy Weather
Heavy Weather — восьмой студийный альбом американской группы Weather Report, вышедший в марте 1977 года на лейбле Columbia Records.

## Описание
| Оценки критиков                      | Оценки критиков |
| Источник                             | Оценка          |
| ------------------------------------ | --------------- |
| Rolling Stone                        | (Not Rated)     |
| The Rolling Stone Jazz Record Guide  | [ 2 ]           |
| The Penguin Guide to Jazz Recordings | [ 3 ]           |
| Allmusic                             | [ 4 ]           |
| Artistdirect                         | [ 5 ]           |
| Encyclopedia of Popular Music        | [ 6 ]           |
| Jazz Magazine                        | (Позитивно)     |
| All About Jazz                       | [ 8 ]           |

Дэн Оппенгеймер в своём обзоре, написанном в июне 1977 года для журнала Rolling Stone, отметил, что группа Weather Report отошла на альбоме Heavy Weather от своего прежнего «воздушного» звучания, которое отличало её от других джаз-рок-групп.
Ричард Гинелл в ретроспективном обзоре на Heavy Weather для Allmusic высказал мнение, что «эпохальный альбом» был выпущен «как раз тогда, когда движение джаз-рока начало выдыхаться».
В феврале 2011 года  Heavy Weather был введён в Зал славы премии «Грэмми».
Роберт Димери включил альбом в альманах «Тысяча и один музыкальный альбом, который стоит прослушать, прежде чем вы умрёте». В 2000 году альбом попал на 822 строчку «1000 лучших альбомов всех времён» Колина Ларкина.
Журнал Jazzwise, включивший Heavy Weather в свой список «100 джазовых альбомов, которые потрясли мир», пишет: «Достигнув 30-го места в чарте альбомов Billboard, даже сегодня Heavy Weather остается таким же ошеломляющим по своему общему эффекту, как и в день своего создания». 

## Список композиций
| №  | Название            | Автор(ы)  | Длительность |
| -- | ------------------- | --------- | ------------ |
| 1. | «Birdland»          | Завинул   | 5:57         |
| 2. | «A Remark You Made» | Завинул   | 6:51         |
| 3. | «Teen Town»         | Пасториус | 2:51         |
| 4. | «Harlequin»         | Шортер    | 3:59         |

| №  | Название      | Автор(ы)        | Длительность |
| -- | ------------- | --------------- | ------------ |
| 1. | «Rumba Mamá»  | Бадрена, Акунья | 2:11         |
| 2. | «Palladíum»   | Шортер          | 4:46         |
| 3. | «The Juggler» | Завинул         | 5:03         |
| 4. | «Havona»      | Пасториус       | 6:01         |

## Участники записи
- Джо Завинул — клавишные
- Уэйн Шортер — саксофон
- Джако Пасториус — безладовая бас-гитара, мандочелло[англ.]
- Алекс Акунья[англ.] — ударные, конги
- Маноло Бадрена[англ.] — тамбурин, конги, тимбалы